# Guidão

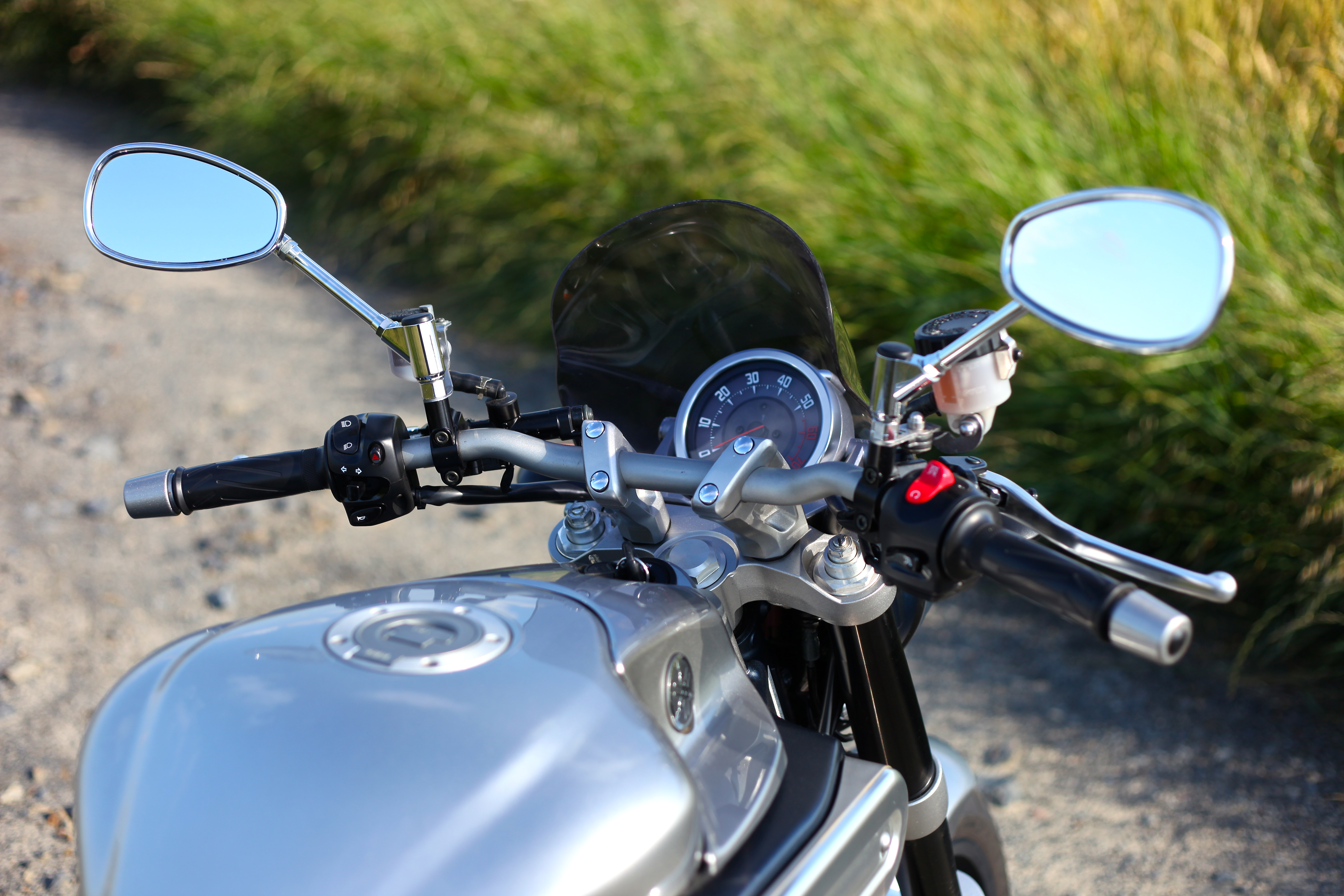
Guidão de uma motocicleta.

O guidão, guidom (português brasileiro) ou guiador (português europeu) é a peça que serve para orientar a roda da frente das motocicletas e bicicletas. É também onde são habitualmente fixados os freios(pt-BR) ou travões(pt-PT?), acelerador, manetes e espelhos retrovisores. Podem ser encontrados em vários tipos de formato, tamanho e material produzido, como por exemplo ferro, alumínio, titânio e carbono.